# Slug
Slug (født Sean Daley i 1972) er en amerikansk rapper, og forsanger for undergrundsbandet Atmosphere. Hans mor er hvid, mens hans far er søn af en indfødt amerikaner og er sort. Dette betyder, at han som en af de få er lidt over de raceproblemer, der ofte er indenfor hiphopkulturen. Han ejer pladeselskabet Rhymesayers Entertainment. Udover hans arbejde i Atmosphere har han samarbejdet med Murs om to album og er en del af gruppen Dynospectrum. Han har lavet sange med bl.a. danske Static & Nat Ill, Blueprint, POS & Brother Ali.
Slug er kendt for hans unikke tekster, der er meget forskellige fra mainstream rap. Han snakker ofte om hans personlige oplevelser med kvinder, politik & underlige ting han har oplevet.

## Diskografi
Atmosphere
- 1997 – Overcast!
- 2001 – Lucy Ford
- 2003 – God Loves Ugly
- 2005 – Seven's Travels
- 2005 – Headshots: Se7en (et album der indeholder unrealesed Slug/Atmosphere/Dynospectrum sange fra 97-99)
- 2006 – You Can't Imagine How Much Fun We're Having
- 2008 – Strictly Leakage (et gratis album, som Atmosphere udgav til deres fans)
- 2008 – When Life Gives You Lemons...

Udover ovenstående lp'er har Atmosphere udgivet en Sad Clown EP serie, som består af 4 ep'er med hver 5 sange. Atmosphere har også udgivet en gratis digital EP, Leak At Will.
Med Murs (Felt)
- 2004 – Felt 1: A Tribute to Christina Ricci
- 2005 – Felt 2: A Tribute to Lisa Bonet
- 2009 – Felt 3: A Tribute to Rosie Perez